# Копитув-Кольонія
Копитув-Кольонія (пол. Kopytów-Kolonia) — село в Польщі, у гміні Кодень Більського повіту Люблінського воєводства.
Населення — 101 особа (2011).
У 1975-1998 роках село належало до Білопідляського воєводства.

## Демографія
Демографічна структура станом на 31 березня 2011 року:
|          | Загалом | Допрацездатний вік | Працездатний вік | Постпрацездатний вік |
| -------- | ------- | ------------------ | ---------------- | -------------------- |
| Чоловіки | 54      | 12                 | 36               | 6                    |
| Жінки    | 47      | 8                  | 27               | 12                   |
| Разом    | 101     | 20                 | 63               | 18                   |